# 結城りこ
結城 りこ（ゆうき りこ）は日本のパチンコ・パチスロアイドルタレント。神奈川県出身。主な愛称は、リコピン。

## 人物
- 幼稚園から新体操をはじめ、大学まで続けていた。
- 好きな食べ物は中華料理全般、センマイ刺し
- 好きな歌手は安室奈美恵
- 好きなテレビ番組はサザエさん、海外ドラマ
- 特技はパソコン修理、ネットサーフィン
- 趣味は買い物、友達と遊ぶこと

家族構成
母、姉の3人暮らし。
昔、犬（シェットランドシープドッグとチワワ）がいた。